# Келија Преображења Господњег (Патерица)
Света хиландарска келија Преображења, Патерица (грч, Ιερό Χιλιανδαρινό Κελλί Μεταμόρφωσης του Σωτήρος, Πατερίτσα) једна је од четири испоснице које је основао  Свети Сава  у седишту Свете Горе. Наиме након подизања Манастира Богородице Хиландарске, Свети Сава  је одлучио да на Светој Гори постави темеље пустињачког (еримитског) начина живота. У реализацији тог циља купио је земљиште на Светој Гори и тако је  Патерица постала прва испосница у низу од четиири келије.
У њој се данас чува Патерица – штап Светог Саве Освећеног, из 6. века. Штап је направљен од слоноваче веома прецизном техником и високо-уметничке је вредности.

## Порекло назива
Келија
Реч келија има два значења: прво, монашка келија означава монашку собу у манастиру, а друго значење је издвојена зграда са неколико монаха у њој (На Светој Гори келија има до седам монаха са старцем келије на челу) и у оквиру келије је и црква. Келија је као мали манастир, али је у саставу неког већег манастира. Монах који духовно управља монасима једне келије се зове „старац келије“.
Келија Патерица
Келија Преображења Господњег  на Светој гори носи назив  Патерица по игуманском штапу који је по предању припадао Светом Сави Освећеном, јерусалимском. Он је пре него се благоупокојио (крајем шестог века) својој братији оставио  аманет да му поред гроба причврсте његов  игумански штап - Патерицу. Том приликом прорекао је... да ће једног дана доћи са запада млади монах племенитог рода. Док се он буде клањао гробу Светог Саве Освећеног, пашће на тло причвршћени штап. При одласку да се дарује "патерицом" и чудотворном иконом Богородице Млекопитателнице.
Када је Свети Сава (око 1175—14. јануар 1236)   српски принц, монах, игуман манастира Студенице, дошао на поклоњење на гроб ктитора... игумански штап - Патерицу је три пута пао пред овим српским монахом. Монаси су се сетили  Светог Саве Освећеног и даровали Светог Саву Патерицом, иконом Богородице Млекопитателнице и иконом Богородице Тројеручице. Тројеручицу је Свети Сава однео у Хиландар. Млекопитателницу у испосницу у Кареју. А игумански штап светог Саве Освећеног у карејску келију  Преображења Господњег (под патронатом Хиландара), коју до данас сви зову  Патерица.

## Положај
Келија Преображења Господњег  је смештена на Светој гори у омаленој котлини на јужној страни полуострва на око 20 минута хода Кареје, ван постојећих стаза и богаза на скривеном месту.
Келија Преображења Господњег  је централна келија Хиландарске долине, недалеко од келије Барбера и рушевине зографске келије Свих Светих (једине у Хиландарској долини која не припада Хиландару, јер је вероватно је прешла у посед манастира Зограф (бугарски манастир) током бугарске управе Хиландаром).
Ова својевремено од путника намерника скривена келија, данас то није јер  је бројним путоказима видно означена.

## Историја
По предању, Свети Сава је по оснивању манастира Хиландара, прво купио келију Преображења Господњег, која је од времена Светога Саве познатија као Патерица.
Патерица је у 12. веку имала статус малог манастира, (монидрио грч. μονύδριον), али је била у саставу Хиландара. У келији Патерица свети Сава је оставио игумански штап (Патерицицу) Светог Саве Освећеног по којем је овај српски светац добио име, па је по том игуманском штапу према предању и  келија највероватније навана Патерица (од грчке речи патер што значи отац).
Патерица има сугуби (двоструки) благослов двојице великих светаца, светог Саве Освећеног и Светог Саве I архиепископа Српског.
У њој сада живе: јеромонах Доситеј (који је одговоран за келију Патерица) и монах Козма Чех.

## Значај
Келија Патерица за манастир Хиландар има историјско значење, с обзиром да је њен оснивач Свети Сава у њој једно време живео и служио литургију.